# 설당
설당(雪棠, 학명: Neviusia alabamensis)은 장미목 장미과 설당속에 속하는 희소한 화초 관목으로 오로지 미국 남동부에서만 서식한다. 폭죽 모습을 한 흰색 꽃을 맺는다.
조지아주 북동부에서부터 오자크산에 이르기까지 분포하나, 종자를 퍼뜨리는 과정이 관찰된 바가 없어 무성생식을 통해 복제를 하는 것으로 보이며, 유전적 다양성과 보전 가능성이 낮아 우려를 사고 있다. 자연적으로는 석회질이 풍부하고 계절 변화가 나타나는 삼림 지대에 서식하고 있다.